# Albert Hastings Markham

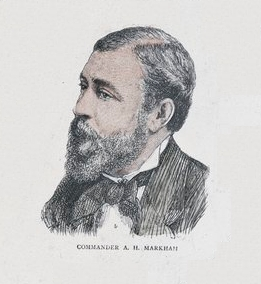
Albert Hastings Markham

Sir Albert Hastings Markham, född 11 november 1841 i Bagnères-de-Bigorre, Frankrike, 28 oktober 1918 i London, var en brittisk sjöofficer och polarfarare.
Markham var under åtta år fäst vid brittiska eskadern vid Kina och tog aktiv del i operationerna, som ledde till Pekings fall och Taipingupprorets undertryckande, följde 1873 kapten Adams på valfångaren "Arctic" genom Baffinbukten in i Boothiaviken och deltog 1875-76, som befälhavare på "Alert", i George Nares nordpolsexpedition, varunder han 12 maj 1876 med släde framträngde till 83° 20' 26" n. br., den nordligaste punkt, som dittills uppnåtts. Över dessa färder utgav han beskrivningar. År 1879 hade han för avsikt att undersöka möjligheten av att nå nordpolen från Frans Josefs land, men hindrades redan vid Novaja Zemlja av ismassor och återvände snart, men undersökte sedermera delar av det amerikanska polarhavet. Han avancerade till konteramiral och var 1901-04 högst kommenderande vid flottan vid Nore samt avgick 1906.